# Daniel Quinn
 (mai 2024).
Si vous disposez d'ouvrages ou d'articles de référence ou si vous connaissez des sites web de qualité traitant du thème abordé ici, merci de compléter l'article en donnant les références utiles à sa vérifiabilité et en les liant à la section « Notes et références ».
Daniel Quinn, né le 9 octobre 1935 à Omaha (Nebraska) et décédé le 17 février 2018 à Houston (Texas), est un écrivain américain surtout connu pour son roman Ishmael (1992), qui a gagné le prix Turner Tomorrow Fellowship Award en 1991.
Éco-philosophe et futurologue, il a inspiré des mouvements se réclamant de l'écologie libertaire et pose quelques questions fondamentales sur la nature animale de l'homme et les conceptions ambiguës de nature et de culture. Ses ouvrages sont des fictions proposant une relecture de l'ethnologie moderne inspirée des travaux de Claude Lévi-Strauss et une version corrigée des arguments démographiques de Thomas Malthus. Souvent interprété comme un essayiste de l'anarcho-primitivisme, il oppose cultivateurs et chasseurs-cueilleurs sans leur donner raison pour autant.

## Biographie
Daniel Quinn étudia à l'Université Saint-Louis dans le Missouri, à l'Université de Vienne, en Autriche, et à l'Université Loyola de Chicago, où il a obtenu un bachelor's degree en Anglais, mention assez bien, en 1957.  Il a retardé une partie de ses études pour postuler à l'Abbaye de Notre-Dame de Gethsemané à Bardstwown, Kentucky, où il espérait devenir moine trappiste. Cependant, son guide spirituel, Thomas Merton, interrompit prématurément sa candidature. Quinn devint ensuite éditeur, a abandonné sa foi catholique et eut deux mariages infructueux.
En 1975, il abandonne sa carrière d'éditeur pour devenir écrivain freelance. Quinn est surtout connu pour son livre Ishmael (1992), qui a gagné le prix Turner Tomorrow Fellowship Award en 1991. Ce prix fut créé afin d'encourager les auteurs à rechercher "des solutions créatives et positives aux problèmes mondiaux". Ishmael est le premier livre d'une trilogie qui inclut l'œuvre The Story of B (qui a priori n'a jamais été éditée en français), et Professeur cherche élève ayant désir de sauver le monde. Le film Instinct (1999) s'est largement inspiré de cette histoire.
Ishmael et ses suites ont rendu Quinn de plus en plus célèbre tout au long des années 90, et il devint un auteur très connu d'une partie de l'écologisme, de la simplicité volontaire, du mouvement libertaire et de l'anarcho-primitivisme.
Quinn a beaucoup voyagé pour assister à des conférences et des discussions autour de ses livres.
Alors que l'accueil d'Ishmael fut globalement très positif, Quinn suscita la polémique lorsqu'il affirma que tant que l'augmentation de la population est proportionnelle à l'approvisionnement en nourriture, l'aide à la nourriture vers les nations qui s'appauvrissent ne fait que remettre simplement à plus tard et aggrave de manière dramatique une crise massive environnementale et sociale[réf. nécessaire].
Quinn vécut à Houston au Texas avec sa femme Rennie jusqu'à sa mort d'une pneumonie le 17 février 2018.

## Philosophie et thèmes
Daniel Quinn écrit premièrement au sujet du biais culturel et la vision mythologique profondément ancrée dans la civilisation moderne, qui, bien que peu souvent reconnu consciemment, oriente de manière destructive la civilisation et tout le monde naturel. Un des mythes de la civilisation moderne le plus fondamental que Quinn dénonce et critique affirme qu'il y a une unique bonne façon de vivre pour tous les humains, que la terre est faite pour les humains, qui sont destinés à la conquérir et la dominer, que les humains sont naturellement défaillants et qu'ils sont séparés de la nature et supérieurs à elle (ce qu'il appelle « la plus dangereuse idée de l'existence »). Quinn soutient aussi que la civilisation est, par définition, basée sur une expansion croissante et donc insoutenable. Il explore l'idée de l'humanité abandonnant la civilisation comme structure sociale dominante, tout en regardant les sociétés tribales indigènes à travers les âges - fondamentalement perçues par les recherches anthropologiques récentes comme plutôt égalitaires, écologiquement adaptées, et socialement sûres - comme modèles pour développer une nouvelle diversité de structures sociales qui sont en cohérence avec les systèmes naturels de la Terre.
Quinn questionne aussi la pensée populaire sur l'écologie et les dynamiques de la population humaine, affirmant que, dans ces contextes, l'humanité en tant qu'ensemble se comporte de manière prévisible comme toute autre espèce biologique, malgré le fait que la pensée culturelle populaire voie les humains comme séparés et au-dessus des autres formes de vie, à cause d'un sentiment fondamental de séparation de la Nature plutôt que d'un sentiment d'appartenance. Quinn fait remarquer que lorsque la population humaine croît, le reste de la communauté du vivant est directement affecté par des extinctions et des dépérissements. Depuis la révolution du néolithique, Quinn pose qu'un mode de vie exclusivement agricole, impérialiste, qui dénigre et dévalue l'environnement naturel, a progressivement caractérisé les sociétés humaines, qui pour la plupart ont été soit détruites soit assimilées dans une unique et massive économie et culture globale.
Quinn se focalise souvent sur une force anthropocentrée impitoyable dans la pratique agricole moderne, "l'agriculture totalitaire", qui a alimenté une surpopulation en accord avec une loi fondamentale d'écologie : une augmentation de la disponibilité de nourriture pour une population isolée produit une augmentation de la taille de la population. Cette croissance de la population surpasse ensuite la capacité de production de nourriture, ce qui encourage une expansion agricole pour nourrir les masses grandissantes. Quinn identifie cela comme un cercle vicieux, ou une "course à la nourriture", et avertit des dangers liés à cette augmentation de la nourriture et du peuplement d'une manière souvent comparée à celle dont Thomas Robert Malthus le fit, bien que la nature de l'avertissement de Quinn soit considérablement différente. Contrairement à Malthus, qui avertissait qu'un nombre croissant d'humains surpasserait sa capacité d'approvisionnement en nourriture, Quinn considère cette analyse dans l'autre sens : nourrir et continuer le surpeuplement est en fait trop efficace. En d'autres termes, cela conduit vers une condition toujours pire de surpopulation, qui implique une destruction massive de la biodiversité et donc fragilise l'écosystème global pour tous les organismes concernés. Finalement, dépasser la capacité de la terre à supporter les humains conduira inévitablement à un effondrement de leur population, ce à quoi la culture dominante montre très peu d'intérêt.
Les conclusions de Quinn sur le peuplement suggèrent également l'idée controversée que les programmes d'aide alimentaire aux nations affamées ne font que retarder et aggraver les crises de famine massives, plutôt que de les résoudre comme c'est communément supposé. Quinn affirme que lorsque les populations sont connectées à la nourriture disponible dans leur habitat local, les famines sont évitées. Certains ont interprété cela comme voulant dire que Quinn propose de laisser les peuples affamés des nations pauvres continuer de mourir de faim, ce qu'il a plusieurs fois réfuté.
Quinn admet lui-même ne pas avoir de solutions simples et universelles, bien qu'il encourage fortement un changement mondial de paradigme hors des mèmes auto-destructeurs et vers les valeurs et les structures organisationnelles du tribalisme, mais pas dans le style du tribalisme ethnique tels que de nouveaux groupements d'individus comme égaux essayant de vivre en communauté tout en étant sujets à l'évolution par la sélection naturelle; il a quelquefois fait référence à ce changement graduel comme la "Nouvelle Révolution Tribale". Quinn a précisé que son admiration pour les modes de vie soutenables des tribus indigènes n'a pas pour but d'encourager un retour massif à la chasse et la cueillette mais plutôt la reconnaissance d'une histoire d'harmonie écologique relative entre les humains et l'environnement, faisant de la tribu un modèle efficace pour les sociétés humaines.
Bien que Quinn voie lui-même ces associations comme des coïncidences, sa philosophie est quelquefois comparée à l'écologie profonde, au « dark green environmentalism » ou à l'anarcho-primitivisme.
Quinn a développé un vocabulaire pour sa philosophie ; il a inventé ou popularisé une variété de termes, parmi lesquels :
- Preneurs et laisseurs - « Preneurs » fait référence aux membres de la civilisation globale dominante, tandis que « Laisseurs » fait référence aux membres des innombrables autres cultures dites non-civilisées qui ont existé par le passé et existent encore aujourd'hui.
- Mère Culture - une personnification des influences culturelles perçues comme des vérités par les membres d'une culture.
- Course à la nourriture - le phénomène de surpopulation humaine incessant et ses catastrophes globales qui l'accompagnent, dans lequel l'apport de plus de nourriture aux populations affamées ne produit paradoxalement que l'augmentation de la population et des famines.
- Loi de la compétition limitée - une loi biologique qui « définit les limites de la compétition dans la communauté du vivant », selon laquelle « vous pouvez rivaliser en utilisant toutes vos capacités, mais vous ne traquerez pas vos rivaux ni ne détruirez la nourriture ou n'en dénierez l'accès en général » – les espèces qui violent cette loi sont condamnées à s'éteindre.
- Loi de la vie - L'ensemble universel de toutes les stratégies évolutives stables.
- Agriculture totalitaire - forme actuelle dominante d'agriculture qui « subordonne toutes les autres formes de vies à la production sans relâche de nourriture humaine », non soutenable car elle génère une production de nourriture de plus en plus grande qui en retour génère une envolée de la population humaine.
- Le Grand Oubli - une ignorance historique largement répandue concernant « le fait que nous les humains sommes une espèce biologique parmi une communauté d'espèces biologiques et ne sommes pas exempts ou exemptables des lois qui façonnent la vie sur cette planète ; cela inclut également notre oubli du fait que la plupart de l'histoire humaine a été basée sur un mode de vie écologiquement solide (principalement chasseur-cueilleur) ».
- La fable de la grenouille - une métaphore sur les nombreuses circonstances de la vie dans lesquelles des personnes sont incapables de réagir efficacement aux crises lorsqu'elles surviennent très graduellement, utilisée particulièrement par Quinn pour faire référence à la banalisation rampante de la dégradation environnementale.
- Nouvelle Révolution Tribale - une hypothétique période socioculturelle de changement global que Quinn propose, dans laquelle la civilisation se transformera progressivement en une multitude de sociétés tribales, plus durables.

## Influence
Ishmael a directement inspiré l'album de Pearl Jam Yield (1998) (et particulièrement la chanson "Do the Evolution"), le nom du groupe Animals as Leaders, l'idéologie du film Instinct (1999), et le documentaire What a Way to Go : Life at the End of Empire. Les écrits de Quinn ont aussi influencé le réalisateur Tom Shadyac (qui présente Quinn dans le documentaire I Am). L'intérêt de l'acteur Morgan Freeman pour la trilogie Ishmael a inspiré son implication pour les documentaires sur la nature, tels que "L'île des lémuriens : Madagascar" et "Né pour être sauvage", qu'il a narré, en adoptant la phrase de Quinn "la tyrannie de l'agriculture". Le groupe punk-rock Rise Against inclut Ishmael dans la liste de lectures de leur album The Sufferer & the Witness.

## Concepts développés
- Surpopulation
- Écologie sociale